# Vere Hobart, Lord Hobart
Vere Henry Hobart, Lord Hobart (* 8. Dezember 1818 in Welbourne, Lincolnshire; † 27. April 1875 in Madras) war ein britischer politischer Autor und Kolonialgouverneur von Madras in Britisch-Indien.

## Leben
Er war der älteste Sohn des Augustus Hobart-Hampden, 6. Earl of Buckinghamshire (1793–1885), aus dessen erster Ehe mit Mary Williams († 1825). Er besuchte die Privatschule in Cheam, Surrey, und erlangte 1836 ein offenes Stipendium für ein Studium am Trinity College der Universität Oxford, das er 1840 als Bachelor of Arts in Klassischer Altertumswissenschaft abschloss.
Im März 1842 trat Hobart eine ihm von Lord Ripon vermittelte Stelle im Board of Trade an und begleitete Sir Henry Ellis noch im selben Jahr als Sekretär auf einer diplomatischen Mission nach Brasilien. Ab 1849, als sein Vater den Titel Earl of Buckinghamshire erbte, führte er als dessen Heir apparent den Höflichkeitstitel Lord Hobart.
Im August 1853 heiratete er in der All-Souls-Kirche in Marylebone, London, Mary Catherine Carr (1832–1914), eine Tochter des Rt. Rev. Thomas Carr (1788–1859), der 1836 bis 1851 anglikanischer Bischof von Bombay war. Das Paar führte eine innige Beziehung und während seines gesamten Ehelebens diskutierte Lord Hobart mit seiner Gattin seine zahlreichen politischen Theorien und Vorschläge, bevor er sie der Öffentlichkeit vorstellte.
Hobart interessierte sich sehr für die Anti-Cornlaw-Bewegung und war, obwohl er aus protektionistischen Verhältnissen stammte, 1845 zu einem unerschütterlichen Glauben an Freihandel und einen Minimalstaat übergegangen. Im Jahr 1850 begann er, weil fehlendes Geld seine Ambitionen auf einen Sitz im House of Commons zunichtezumachte, politische Artikel zu veröffentlichen, zunächst zu irischen Themen. Er beklagte die Ausgaben für öffentliche Arbeiten während der dortigen Hungersnot als kriminelle Kapitalverschwendung und argumentierte, dass Irlands Probleme in der Unterentwicklung und nicht in der Überbevölkerung lägen. Ein Großteil seiner Schriften zielte darauf ab, aufzuzeigen, wie eine ordnungsgemäße Anwendung der Gesetze der politischen Ökonomie die Armut lindern könnte. Beispielsweise veröffentlichte er 1853 eine Broschüre, in der er die Einführung einer beschränkten Haftung für Unternehmen forderte und argumentierte, dass eine solche Gesetzgebung den produktiven Einsatz von Kapital und genossenschaftliche Unternehmungen fördern würde. Eine Sammlung dieser Schriften veröffentlichte er 1866 unter dem Titel Political Essays. 1854 wurde Lord Hobart Privatsekretär des damaligen Kolonialministers Sir George Grey, 2. Baronet, legte das Amt jedoch Anfang 1855 nieder, um gegen den Krimkrieg protestieren zu können. In einem eindrucksvollen Brief an die Times vom 22. Februar 1855 forderte er die Regierung auf, sich dem Humbug der öffentlichen Meinung zu widersetzen und von ihrem allzu stolzen und unchristlichen Versuch, Russland zu demütigen, Abstand zu nehmen.
Zwischen 1861 und 1862 reiste Lord Hobart nach Konstantinopel, um im Auftrag des britischen Außenministeriums die verworrene Finanzlage des Osmanischen Reiches zu untersuchen. 1863 legte er sein Amt beim Board of Trade nieder und kehrte kurz darauf als Generaldirektor der Osmanischen Notenbank nach Konstantinopel zurück.
1872 ernannte ihn die Gladstone-Regierung zum Gouverneur von Madras, wo er am 15. Mai 1872 eintraf. Zwangsläufig war Lord Hobart zu radikal für den öffentlichen Dienst in Madras und seine Amtszeit war von Kontroversen geprägt. Als gläubiger Protestant hatte er sich dennoch schon lange für religiöse Toleranz und die Abschaffung der etablierten Kirche eingesetzt. In Madras manifestierte sich seine Toleranz als Wunsch, alle Religionen unparteiisch zu behandeln und insbesondere der Unterrepräsentation von Muslimen in Regierungsbeschäftigungen entgegenzuwirken, eine Politik, die im öffentlichen Dienst und in der Presse zu Vorwürfen führte, er sei naiv pro-muslimisch. Er war entschlossen, die örtliche Grundschulbildung auszuweiten, ohne jedoch die Steuern zu erhöhen, und schlug daher vor, die bestehenden Einnahmen der Regierung umzuverteilen, um der Bildung mehr Gewicht zu verleihen. Die indische Regierung weigerte sich jedoch, entsprechende Ausgabenkürzungen in anderen Bereichen zu genehmigen. Auch Hobart scheiterte bei seinen Versuchen, eine Finanzierung für den Bau größerer Sanitäranlagen zu finanzieren, doch er erhielt die Genehmigung des India Office für den Bau eines Hafens in Madras und fand dafür auch bei seinen Kritikern große Anerkennung.
1875 starb er im Alter von 56 Jahren im Government House in Madras plötzlich an Typhus und wurde in der St.-Mary’s-Kirche im Fort St. George bestattet. 1885 veröffentlichte seine Witwe, die für ihre gemeinnützige Arbeit in Indien als Companion des Order of the Crown of India ausgezeichnet wurde, eine Sammlung der Essays und sonstigen Schriften ihres verstorbenen Mannes. Er hatte keine überlebenden Kinder. Da er vor seinem Vater starb, fielen dessen Adelstitel bei dessen Tod, 1885, an seinen Neffen Sidney Hobart-Hampden. Seine Witwe heiratete 1879 in zweiter Ehe Charles Coates (1825–1909), einen Arzt aus Bath.